# Cyklooktatetraenidový anion

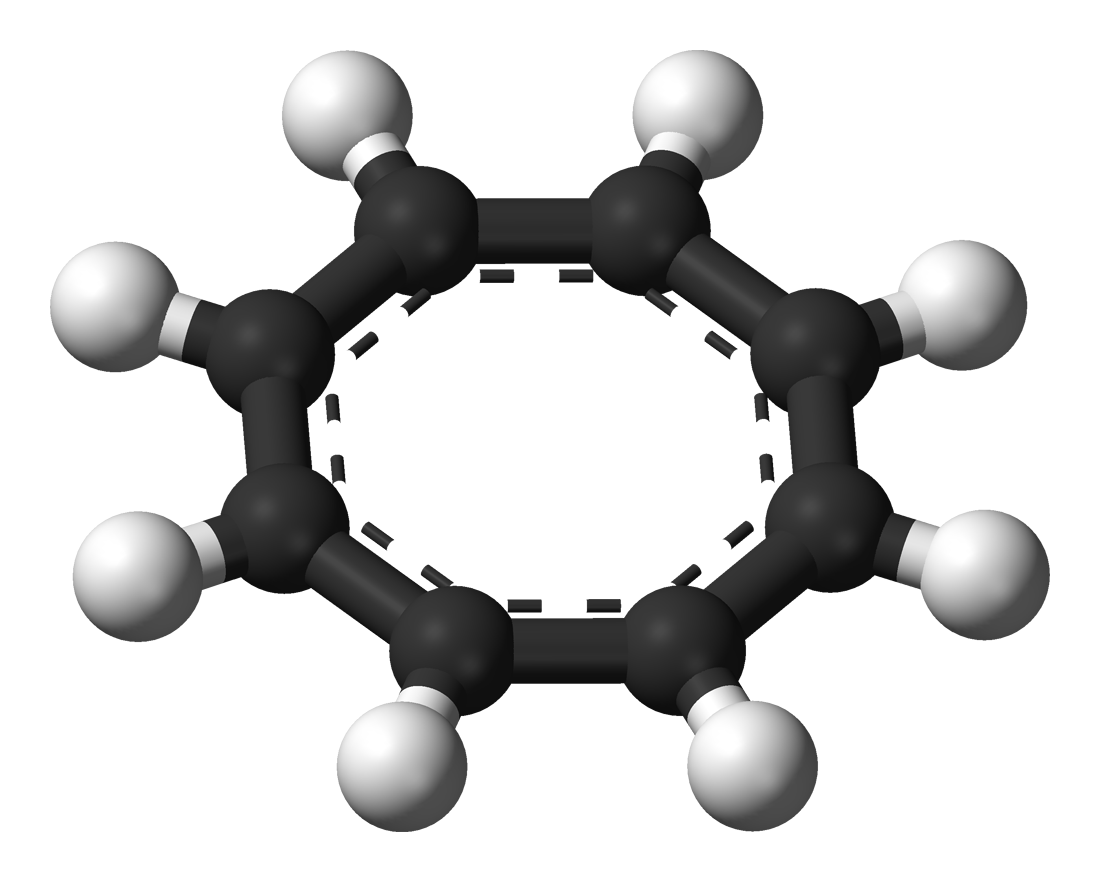
struktura anionu

Cyklooktatetraenidový anion nebo cyklooktatetraenid, přesněji cyklooktatetraendiid, zkráceně COT2−, je aromatický anion (odvozený od cyklooktatetraenu) se vzorcem [C8H8]2−. Existuj i stabilní soli tohoto iontu, jako jsou například cykloktatetraenid draselný a cykloktatetraenid sodný. Je také známo několik složitějších sloučenin obsahujících cyklooktatetraenidový anion, mimo jiné aktinoceny
Struktura tohoto iontu je osmiúhelníková a stabilizuje ji rezonanční struktura, kde má každý atom čtvrtinový záporný náboj. Délka vazby mezi atomy uhlíku je 143,2 pm. Molekula obsahuje 10 π elektronů. Může sloužit jako ligand pro ionty kovů.

## Příklady solí
| název                                 | vzorec      | CAS | poznámky | reference |
| ------------------------------------- | ----------- | --- | -------- | --------- |
| Cyklooktatetraenid samarnatý          | Sm(C8H8)    |     |          | [ 2 ]     |
| Cyklooktatetraenid draselno-samarnatý | K2Sm(C8H8)2 |     |          | [ 2 ]     |
| Cyklooktatetraenid neodymičitý        | Nd(C8H8)2   |     |          |           |
| Cyklooktatetraenid terbičitý          | Tb(C8H8)2   |     |          |           |
| Protaktinocen                         | (Pa(C8H8)2) |     |          |           |
| Thorocen                              | (Th(C8H8)2) |     |          |           |
| Uranocen                              | U(C8H8)2    |     |          |           |
| Neptunocen                            | (Np(C8H8)2) |     |          |           |
| Plutonocen                            | (Pu(C8H8)2) |     |          |           |